# Etéocles (rei de Orcómeno)
Etéocles, filho de Andreu, foi um rei de Orcómeno na Beócia.
Seus pais eram Andreu, filho de deus-rio Peneu, o primeiro a se estabelecer na região de Orcómeno, chamada de Andreis, e Euipe, filha de Leucão, filho de Atamante. De acordo com outros, porém, seu pai era o deus-rio Céfiso.
Ao tornar-se rei de Andreis, Etéocles estabeleceu duas tribos, uma chamada de Cefísias e outra com o seu nome. Quando Almo, filho de Sísifo, mudou-se para a região, Etéocles entregou uma região para ele, que passou a se chamar Almones.
Segundo o beócios, Etéocles foi o primeiro homem a fazer sacrifícios às Graças, e foi ele que definiu seu número como sendo três. Os lacedemônios, porém, dizem que quem estabeleceu seu culto foi Lacedemão, e que as Graças eram duas.
Após a morte de Etéocles, sem filhos, o reino passou para a família de Almo: seu sucessor foi Flégias, filho de Ares e Crise, filha de Almo.
Árvore genealógica baseada em Pausânias, com inclusão dos pais de Atamante e Sísifo: